# فينيه إل. بيتس
فينيه إل. بيتس (بالإنجليزية: Finis L. Bates)‏ هو محامي أمريكي، ولد في 22 أغسطس 1848 في مقاطعة إيتاوامبا في الولايات المتحدة، وتوفي في 29 نوفمبر 1923 في ممفيس في الولايات المتحدة.